# کوه هاتون هیرکا
کوه هاتون هیرکا (به اسپانیایی: Hatun Hirka) یک کوه در پرو است که در منطقه اوئانوکو واقع شده‌است. کوه هاتون هیرکا ۴٬۲۰۰ متر بالاتر از سطح دریا واقع شده‌است.